# Alfred Hamerlinck
Alfred Hamerlinck, né le 27 septembre 1905 à Assenede (Flandre-Orientale) et mort le 10 juillet 1993 à Gand, est un coureur cycliste belge.

## Biographie
Il remporte 82 victoires au cours de sa carrière professionnelle. Spécialiste des courses de kermesse, il remporte notamment la première étape du Tour de France 1931.
En 1931, il apparait dans son propre rôle dans le film Hardi les gars ! réalisé par Maurice Champreux,.

## Palmarès
- 1927
  - Grand Prix du 1er mai
  - 2e étape du Circuit du Midi
  - 2e du Circuit de Paris
  - 2e du Circuit du Midi
- 1928
  - Champion de Flandre-Orientale
- 1929
  - GP Wolber
  - Coupe Sels
  - Circuit de la Dendre
  - Champion de Flandre Orientale
  - 2e Paris-Cambrai
  - 3e du Tour des Flandres
  - 3e du championnat de Belgique sur route
  - 3e du Grand Prix de l'Escaut
  - 3e du Grand Prix de la Meuse
- 1930
  - Anvers-Namur-Anvers
  - Bruxelles-Ostende
  - Championnat des Flandres
  - GP de Wanze
  - 2e du Circuit des régions flamandes
  - 3e du championnat de Belgique sur route
  - 3e du Critérium des Aiglons
  - 4e du GP Wolber
  - 6e du Tour des Flandres
  - 6e du Paris-Roubaix
  - 8e du championnat du monde sur route
- 1931
  - Circuit de Paris
  - GP St Michel
  - 1re et 2e étapes du GP St Michel
  - 1re et 6e étapes du Tour de France
  - 1re et 4e étapes Tour de Belgique
  - 2e du GP Wolber
  - 3e du Circuit des régions flamandes
  - 3e de Anvers-Gand-Anvers
- 1932
  - Grote Prijs Dr. Eugeen Roggeman
  - GP du Timbre Vert à Lier
  - GP du Nord à Ertvelde
  - 3e du Tour des Flandres
  - 8e du championnat du monde sur route
- 1933
  - GP du Nord à Ertvelde
  - Champion de Flandre Orientale
  - 4e du championnat du monde sur route
- 1934
  - Grand Prix de la ville de Vilvorde
  - 2e du Grand Prix de l'Escaut
  - 4e de Paris-Roubaix
- 1935
  - Six heures de Bruxelles (avec De Bruycker)
  - 2e du Championnat des Flandres